# Extinção do Eoceno-Oligoceno
A extinção Eoceno-Oligoceno, também denominado transição Eoceno-Oligoceno (TEO) ou Grande Coupure (termo francês para "grande corte"), é a transição entre o final do Eoceno e o início do Oligoceno, ocorrida entre 33,9 e 33,4 milhões de anos atrás. Foi caracterizado por uma extinção em grande escala e por uma renovação da fauna e da flora, embora tenha sido relativamente pequena em comparação com as maiores extinções em massa.

## Causas

### Glaciação
A fronteira entre as épocas Eoceno e Oligoceno é marcada pela glaciação da Antártida e pelo consequente início da Idade do Gelo do Cenozoico Superior [en]. Esta grande mudança no regime climático é considerada a principal candidata à causa do evento de extinção. Embora possam ter existido mantos de gelo efêmeros no continente antártico durante partes do Eoceno médio e tardio, este intervalo de arrefecimento global severo marcou o início da cobertura permanente da Antártida por mantos de gelo, e, por conseguinte, o fim do clima de estufa do Paleoceno. Na América do Norte central, a temperatura média anual (TMA) caiu cerca de 8,2 ± 3,1 °C em um período de 400.000 anos. No centro do Tibete, registaram-se condições de quase congelamento. O arrefecimento global também se correlacionou com condições de seca acentuada nas baixas latitudes da Ásia, embora uma relação causal entre as duas tenha sido refutada por alguns estudos. Os mares equatoriais apresentaram uma paleoprodutividade excepcionalmente baixa no rescaldo da TEO. As temperaturas dos oceanos profundos caíram abruptamente no Pacífico equatorial oriental durante a TEO.
Um dos principais modelos de arrefecimento climático da época prevê uma diminuição do dióxido de carbono atmosférico, que foi reduzido lentamente ao longo do Eoceno Médio a Tardio. Ocorreu um arrefecimento significativo nas últimas centenas de milhares de anos antes do início da grande glaciação na Antártida. Este arrefecimento atingiu um limiar há cerca de 34 milhões de anos, precipitando a formação de um grande manto de gelo na Antártida Oriental em resposta à queda dos níveis de dióxido de carbono. A causa da queda do pCO2 foi a deriva do subcontinente indiano para latitudes equatoriais, sobrecarregando a meteorização de silicatos [en] dos Basaltos de Decão. Outro fator foi a abertura da Passagem de Drake e a criação da Corrente Circumpolar Antártica (CCA), que teve o efeito de criar giros oceânicos que promovem a ressurgência de águas frias do fundo e diminuem o transporte de calor para a Antártida, isolando as águas ao seu redor. Do mesmo modo, a Passagem da Tasmânia [en] também abriu na altura do TEO. As alterações na circulação oceânica, no entanto, não foram tão significativas para o arrefecimento quanto o declínio do pCO2. Além disso, o momento da criação da CCA ainda é incerto. O aprofundamento da profundidade de compensação de calcita aumentou o armazenamento de íons de carbonato no oceano pouco antes do início da glaciação da Antártida, sugerindo que esses eventos podem ter sido associados.
As evidências apontam para a ocorrência da glaciação da Antártida em duas etapas, sendo a primeira, a menos pronunciada e mais modesta das duas, a que ocorreu no próprio limite Eoceno-Oligoceno. Este primeiro estágio é denominado TEO-1, que ocorreu aproximadamente entre 34,1 e 33,9 milhões de anos. As concentrações de dióxido de carbono caíram de cerca de 885 ppm para cerca de 560 ppm. O evento Oi-1 do Oligoceno, uma excursão de isótopos de oxigênio que ocorreu por volta de 33,55 milhões de anos, foi o segundo grande impulso para a formação do manto de gelo antártico.
Essas grandes alterações climáticas têm sido associadas a mudanças bióticas. Mesmo antes da fronteira Eoceno-Oligoceno, durante o início do Priaboniano, as taxas de extinção aumentaram em função da queda das temperaturas globais. Os radiolários sofreram grandes perdas devido à diminuição da disponibilidade de nutrientes em águas profundas e intermediárias. No Golfo do México, a rotação marinha está associada a alterações climáticas, embora a causa última, segundo o estudo, não tenha sido a queda das temperaturas médias, mas sim invernos mais frios e maior sazonalidade.
Em terra, o aumento da sazonalidade provocado por este arrefecimento abrupto causou a alteração faunística da Grande Coupure na Europa. Na bacia do Ebro [en], ocorreu uma grande aridificação durante a Grande Coupure, o que sugere uma relação de causalidade. O período de arrefecimento notável no oceano está correlacionado com uma substituição pronunciada da fauna de mamíferos também na Ásia continental. Os eventos de reorganização biótica na Ásia são comparáveis à Grande Coupure na Europa e à Remodelação Mongol das comunidades de mamíferos.

### Impactos de corpos extraterrestres
Outra especulação aponta para vários impactos de grandes meteoritos próximos a essa época, incluindo os da cratera da Baía de Chesapeake, com 40 quilômetros de diâmetro, e a Cratera de Popigai, com 100 quilômetros de diâmetro, na Sibéria central, que espalhou detritos talvez até a Europa. A nova datação do meteoro Popigai reforça sua associação com a extinção. No entanto, outros estudos não conseguiram encontrar qualquer associação entre o evento de extinção e qualquer evento de impacto.

### Atividade solar
As impressões dos ciclos de manchas solares da Bacia da Baía de Bohai [en] (BBB) não apresentam evidências de que tenha ocorrido qualquer mudança significativa na atividade solar ao longo do TEO.

## Padrões de extinção

### Biota terrestre
Na região central da América do Norte, os répteis, anfíbios e gastrópodes sofreram uma drástica alteração da fauna, provavelmente devido a uma queda abrupta da temperatura média anual (TMA) ao longo de cerca de 400 000 anos. Os lémures malgaxes sofreram uma extinção significativa durante a TEO.

#### Grande Coupure
A Grande Coupure, ou "grande corte" em francês, com uma grande mudança na fauna de mamíferos da Europa, cerca de 33,5 milhões de anos, marca o fim da última fase dos conjuntos do Eoceno, o Priaboniano, e a chegada à Europa de espécies asiáticas. A Grande Coupure é caracterizada por extinções generalizadas e especiação alopátrica em pequenas populações relictas isoladas. O nome foi dado em 1910 pelo paleontólogo suíço Hans Georg Stehlin [en], para caracterizar a dramática renovação da fauna mamífera europeia, que ele situou na fronteira entre o Eoceno e o Oligoceno.
A Grande Coupure marca uma ruptura entre as faunas europeias endêmicas antes da transição e as faunas mistas, com uma forte componente asiática, depois da transição. Antes da Grande Coupure, as faunas europeias eram dominadas por artiodáctilos anoploterídeos, xifodáctilos, choeropotamídeos, cebochoerídeos, dicobunídeos e anfimerícidos, perissodáctilos paleforídeos, roedores pseudosciurídeos, primatas adapídeos e omomídeos e nictíteros. As faunas de artiodáctilos da Europa pós-Grande Coupure são dominadas por gelocídeos, antracoterídeos e entelodontídeos, com os rinocerontes verdadeiros a representar a fauna de perissodáctilos, os eomiídeos, os hamsters e os castores a representar a fauna de roedores e os ouriços-cacheiros a representar a fauna de eulipotrifídeos. Observou-se que os géneros Palaeotherium [en] e Anoplotherium [en] e as famílias Xiphodontidae e Amphimerycidae desapareceram completamente durante a Grande Coupure. Um dos elementos do paradigma da Grande Coupure foi a aparente extinção de todos os primatas europeus nesse evento. No entanto, a descoberta em 1999 de um omomídeo do tamanho de um rato no início do Oligoceno, que reflete as melhores hipóteses de sobrevivência dos pequenos mamíferos, veio questionar o paradigma da Grande Coupure. Os herpetotéridos, cainotéridos, arganazes e teridomídeos sobreviveram ao evento sem grandes reduções em suas populações. A região da Balkanatolia serviu de ponto de parada para os taxa asiáticos que imigraram para a Europa após a extinção de sua própria fauna de mamíferos durante a Grande Coupure.
Foi sugerido que esse evento tenha sido causado por alterações climáticas associadas às primeiras glaciações polares e a uma grande queda no nível do mar, ou pela competição com os taxa que se dispersaram da Ásia. No entanto, poucos defendem a existência de uma causa única e isolada. Outras causas possíveis estão relacionadas com o impacto de um ou mais grandes bólides no Hemisfério Norte, nas regiões de Popigai, Toms Canyon e Baía de Chesapeake. A correlação melhorada das sucessões do noroeste da Europa com eventos globais confirma que a Grande Coupure ocorreu no início do Oligoceno, com um hiato de cerca de 350 mil anos antes do primeiro registo de taxa de imigrantes asiáticos pós-Grande Coupure. Os estudos sugerem que, na bacia do Ebro, na Espanha, a renovação se atrasou em relação à fronteira entre o Eoceno e o Oligoceno em, no máximo, 500 000 anos (500 kyr).

#### Evento de dispersão doBachitherium
Adicionalmente, um segundo evento de dispersão de espécies asiáticas para a Europa, conhecido como o Evento de Dispersão Bachitherium (nomeado em homenagem ao ruminante Bachitherium [en]), ocorreu mais tarde, por volta de 31 milhões de anos. Ao contrário da Grande Coupure, que ocorreu através da Ásia Central e do Norte da Ásia, essa dispersão posterior ocorreu através de um corredor meridional.
Revolução dos manguezais caribenhos
No Caribe, os manguezais dominados por Pelliciera desapareceram rapidamente, sendo substituídos por manguezais dominados por Rhizophora, que continua a ser o principal constituinte dos manguezais caribenhos até os dias atuais. Esta mudança foi designada como a Revolução dos Manguezais do Caribe.

### Biota marinha
No reino marinho, a frequência de perfurações nas faunas em recuperação, especialmente entre os bivalves, foi drasticamente mais elevada do que nas assembleias antes do evento de extinção, um fenômeno atribuído a uma elevada taxa de extinção entre presas com defesas altamente evoluídas contra predadores. Os bivalves veneróides registaram um aumento de tamanho a curto prazo durante a recuperação da biota. Os foraminíferos ortofragminídeos (foraminíferos bentônicos de maiores dimensões do final do Paleoceno e início do Eoceno, das famílias Discocyclinidae e Orbitoclypeidae) desapareceram no evento de extinção; nos carbonatos alpinos, as fácies de briozoários mostram uma expansão em resposta à perda dos ortofragminídeos. A TEO é frequentemente considerada um ponto de virada crítico na ascensão das diatomáceas à sua atual proeminência evolutiva, embora esse paradigma tenha sido criticado por se basear em provas incompletas.
Alguns locais apresentam evidências de que a extinção Eoceno-Oligoceno não foi um acontecimento súbito, mas uma transição biótica prolongada que se estendeu por cerca de 6 milhões de anos. Localidades próximas a Eugene, no Oregon, registram uma extinção de plantas há 33,4 milhões de anos e uma mudança de invertebrados marinhos há 33,2 milhões de anos; ambas as mudanças ocorreram posteriormente ao suposto evento de extinção, em centenas de milhares de anos.